# Lex (Sankt Wolfgang)
Lex ist ein Gemeindeteil  von St. Wolfgang im oberbayerischen Landkreis Erding.

## Lage
Die Einöde Lex liegt etwa 3,5 Kilometer nordwestlich des Gemeindehauptorts Sankt Wolfgang.
Der	Einfirsthof Lex 1 mit hakenförmigem Anbau ist ein zweigeschossiger Flachsatteldachbau mit Traufbundwerk am Ökonomieteil. Das Dachwerk des Wohnteils wurde dendrochronologisch auf 1867 datiert. Er ist als Baudenkmal in die Liste der Baudenkmäler in Sankt Wolfgang eingetragen.

## Bevölkerungsentwicklung
Um 1871 gab es in Lex vier Einwohner. Im Mai 1987 lebten dort drei Einwohner in einem Wohngebäude.
| Jahr      | 1871 | 1987 |
| Einwohner | 4    | 3    |